# 청완초등학교
청완초등학교는 전북특별자치도 완주군에 있는 공립 초등학교이다.

## 학교 연혁
- 1969. 10. 29. 봉동국민학교 구미분교로 설립
- 1970. 11. 19. 구미국민학교 승격 개교
- 1971. 05. 31. 청완국민학교로 개명
- 1983. 11. 16. 도지정 과학 연구학교 공개
- 1984. 03. 01. 병설유치원 설립인가
- 1996. 03. 01. 청완초등학교로 교명 변경
- 2009. 09. 01. 교원능력개발평가 선도 학교 운영
- 2011. 03. 01. 교과부지정 방과후학교 정책연구학교
- 2012. 03. 01. 작고 아름다운 학교 운영
- 2013. 02. 08. 제42회 졸업(남:9명, 여:2명, 계:11명, 총 1669명)
- 2013. 09. 01. 제17대 정도희 교장 부임
- 2014. 02. 12. 제43회 졸업(남:6명, 여:5명, 계:11명, 총 1,680명)
- 2014. 11. 11. 교육특구지정학교(청완ㆍ봉서ㆍ왕북ㆍ비봉초)
- 2015. 02. 13. 제44회 졸업(남:5명, 여:1명, 계6명, 총 1686명)
- 2015. 03. 01. 제18대 이동준 교장 부임
- 2015. 03. 01. 6학급 편성
- 2020. 03. 01. 학교신축 개교이전(봉동읍 둔산리)

## 참고 자료
- 청완초등학교 - 한국교육학술정보원 학교알리미